# Маккленнан, Томми
То́мми Маккле́ннан (англ. Tommy McClennan; 8 апреля 1908 года, Язу-Сити, Миссисипи, США — около 1960 года, Чикаго, Иллинойс, США) — один из важнейших представителей блюза дельты Миссисипи, родился на ферме Дж. Э. Слая (англ. J. E. Sligh Farm) возле города Язу-Сити в штате Миссисипи. Играть на гитаре он научился сам в раннем детстве, наблюдая игру Чарли Пэттона, Томми Джонсона, Ишмана Брейси и отца Рубина Лэйси.
В двадцатых и тридцатых годах Маккленнан по вечерам играл на улицах (днём он собирал хлопок на плантации), а затем на вечеринках и свадьбах родного города и мелких деревень южной дельты (Гринвуд, Индианола, Итта-Бина и других). Его соратниками и конкурентами того времени были Роберт Петуэй и Ханибой Эдвардс. Маккленнан был небольшого роста и сложения (рост 1,47 м, вес 60 кг), но имел сильный голос, неплохо играл на гитаре и знал пару номеров на пианино. Примерно в тот же период Томми берёт в жёны некую Офелию и заводит с ней двух детей.
В начале сороковых он переехал в Чикаго, который, во-первых, был крупным городом, и во-вторых, располагался в северных штатах, где были приняты иные нормы морали. Широко известен эпизод совместного выступления Томми Маккленнана с Большим Биллом Брунзи, когда последний предупреждал его, что не стоило бы петь песню со словами «nigger and a white man were playing seven up, nigger won the money, scared to pick it up» («негр и белый играли в карты, негр выиграл, а деньги забрать боится»). Маккленнан заупрямился, ответив, что из песни слова не выкинешь, и ничего он менять не будет. Большой Билл оказался прав, после исполнения песни им пришлось не без помощи хозяев спешно и вынужденно покинуть вечеринку через закрытое окно и бежать, не дожидаясь оплаты. Проблема была в слове «негр» (англ. nigger или англ. nigga), неприемлемом в северных штатах.
На некоторых записях слышны полушутливые обращения Томми к самому себе: «Играй как следует, ты же в Чикаго!». Известный гитарист эпохи возрождения блюза Майк Блумфилд, познакомившийся с Томми Маккленнаном незадолго до его смерти, говорил: «Он люто ненавидел белых». Вряд ли это стоит относить на счёт личности самого Блумфилда, другие свидетельства немногим более лестны. Никто не оспаривает только один факт — Маккленнан играл блюз дельты с неподражаемым напором, идеальным чувством ритма, имел сильный вокал и использовал простые, но эффективные аккорды.
Томми Маккленнан умер в Чикаго между 1958 и 1962 годами, спившись, в неизвестности и нищете.

## Музыка

### Записи
Лестер Мелроуз, записывавший многих блюзменов того времени, таких как Большой Билл Брунзи, Тампа Рэд и Букка Уайт, организовал первую серию записей Маккленнана для студии Bluebird Records в ноябре 1939 года. В течение этой сессии и четырёх последующих (май 1940, декабрь 1940, сентябрь 1941 и февраль 1942) было записано ровно сорок песен (по восемь за сессию) — столько и осталось в наследие современным меломанам. До 1952 года Маккленнан давал небольшие концерты и играл в клубах, но известных записей не сохранилось.

### Песни
- Bottle it up and Go (Сдержись и иди дальше) — самая распространённая и популярная песня, как в тридцатые годы, так и в наши дни. Долгое время эта песня держала рекорд, будучи самой последней по времени записью со словом «негр» (англ. nigger или англ. nigga, the N-word), но современные нам исполнители стилей рэп и хип-хоп возродили это слово и вернули ему статус дозволенного. Авторство песни неизвестно, но написал её совершенно точно не Маккленнан, к 1939 году она была уже известна по всей дельте (в частности, её знал и исполнял Лидбелли). Наиболее известное более-менее современное исполнение принадлежит Джону Ли Хукеру и в существенной мере основывается именно на версии Маккленнана.
- Sugar Mama, Bluebird Blues — другие песни, попавшие в репертуал Джона Ли Хукера. Автором считается первый Санни Бой Вильямсон, но версия Ли Хукера ближе к Маккленнану. Позднейшие исполнения Fleetwood Mac, Бонни Райтт и т. п. основаны на версии Джона Ли Хукера.
- Cross Cut Saw Blues (Поперечная пила) — второй по популярности хит Маккленнана, существенно отстающий от первого (по известности и частоте нахождения на полках магазинов, но не по качеству)
- Shake 'Em On Down (Заставь их раскошелиться, точнее, «Разведи» их на «бабки») — большой хит Букки Уайта, который также исполняли из блюзменов раннего поколения Миссисипи Фред Макдауэлл, Ханибой Эдвардс и даже Фурри Льюис[англ.]. Некоторые исследователи считают автором Томми Маккленнана. Аналогичная песня Роберта Петуэя называется Ride 'em on Down.
- Cotton Patch Blues (Заплата из хлопка) — эта песня была заново открыта во время возрождения блюза Лайтнин Хопкинсом в 1965 году и с тех пор часто исполнялась как блюзменами, так и любителями кантри.
- Deep Sea Blues (Глубокое море) — вариация на тему песни Роберта Петуэя[англ.] «Catfish Blues».
- Brown Skin Girl (Смуглянка) — одна из песен Маккленнана, весьма активно исполняемая музыкантами различных направлений (от карибской музыки до джаза). Автором отчего-то считают то Гарри Белафонте, то других различных музыкантов карибского бассейна, родившихся ненамного раньше, чем была сделана запись Маккленнана (а то и позже). Одним из последних (в 2005) исполнил эту песню Карлос Сантана, автором указав некоего Джейми Хьюстона.
- New Highway 51 (Шоссе 51) — вопреки сведениям, указанным в первом альбоме Боба Дилана, его «Highway 51» основана не на песне Кёртиса Джонса[англ.] 1938 года, а именно на этой песне Томми Маккленнана 1940 года. А вообще блюзов про шоссе с номерами было много как в тридцатые годы, так и позже: Highway 13 (Джон Ли Хукер), Highway 49 (Большой Джо Вильямс, Хаулин Волф), Highway No. 61 (Джек Келли) и т. п. Все они начинаются словами «I woke up this morning, went down highway number …» (я проснулся сегодня утром и пошёл по шоссе такому-то) либо аналогичными (решил уйти из города, пойду по шоссе такому-то), а различаются уже деталями изложения дальнейших событий. Песня Маккленнана в этот ряд не ложится, начинаясь совсем иначе: «Highway 51 runs right by my baby’s do'; if I don’t get the girl to lovin', ain’t goin' down Highway 51 no mo'» (Шоссе 51 проходит мимо дома моей крошки; если эта девчонка меня не полюбит, больше по 51-му шоссе не пойду).
- It’s Hard To Be Lonesome (Трудно быть одному) — ещё одна песня авторства первого Санни Боя Вильямсона.
- Love With A Feeling (Люби с чувством) — популярная песня, также в была репертуаре Тампы Рэда и прочих менее известных или более поздних исполнителей.

## Дополнительно
- Answers.com:Tommy McClennan
- Статья 1999 года (англ.)
- Yazoo.com:  и  (англ.)
- Tommy McClennan на old-blues.ru